# Михеево (Любытинский район)
Михеево — опустевшая деревня в Любытинском районе Новгородской области России. Входит в состав Неболчского сельского поселения. Фактически урочище.

## География
Деревня находится в северной части Новгородской области, в подзоне южной тайги, вблизи озера Колодно с семью островами, в километрах трёх на восток от озера и болота Мучино. Ближайшая деревня Усадье находится менее чем в одном километре, так же вблизи находятся деревни Подгорье, Сивцево, Ушково, Бакшиха.

### Климат
Климат района характеризуется как умеренно континентальный, влажный, с мягкой снежной зимой и умеренно тёплым летом. Средняя многолетняя температура самого холодного месяца (января) составляет −8,4°С, средняя температура самого тёплого (июля) — 17 °С. Продолжительность вегетационного периода составляет примерно 172 дня. Среднегодовое количество осадков составляет 600—650 мм, из которых большая часть выпадает в тёплый период. Устойчивый снежный покров образуется в конце ноября — начале декабря и сохраняется в течение 115—140 дней. Средняя высота снежного покрова составляет 45 см.

## Население
| 2010 |
| ---- |
| 1    |